# Ilja Antonov
Ilja Antonov (* 5. Dezember 1992 in Tallinn) ist ein estnischer Fußballspieler.

## Karriere

### Verein
Ilja Antonov begann seine Fußballkarriere beim JK Merkuur aus Tartu im gleichnamigen Landkreis. Von dort aus kam er im Jahr 2006 zum estnischen Hauptstadtverein FC Puuma, der in Estland als Ausbildungsklub für junge Talente gilt. In den Jahren 2008, 2009 und 2010 wurde der Mittelfeldspieler jeweils verliehen. Während einer Leihe zum Kiviõli Tamme Auto gab er sein Profidebüt in der Esiliiga. Nach der Saison 2009 und einer weiteren Halbserie 2010 beim Verein aus Kiviõli kehrte Antonov im Sommer 2010 zurück zum FC Puuma. Mit dem nach einem Raubtier benannten Zweitligisten erreichte er nach Saisonende 2011 den 6. Tabellenplatz. Nach 57 Pflichtspielen und 24 erzielten Toren in der Liga wechselte Antonov zum FC Levadia Tallinn. Dort konnte er in seiner ersten Saison den Estnischen Pokal gewinnen. Unter Marko Kristal wurde der recht kleine Läufer zugleich Stammspieler in der Meistriliiga.
Im Januar 2017 wechselte Antonov zum österreichischen Zweitligisten SV Horn, bei dem er einen bis Juni 2019 gültigen Vertrag erhielt.
Nach dem Abstieg aus der zweiten Liga wechselte er im Sommer 2017 nach Slowenien zum Erstligisten NK Rudar Velenje. Nach einer Saison in Slowenien wechselte er zur Saison 2018/19 nach Rumänien zum FC Hermannstadt. Anschließend spielte er in Armenien, wieder in Estnald, erneut in Rumänien und im Irak.

### Nationalmannschaft
Ilja Antonov spielt seit September 2012 in Estlands U-21-Auswahl, für die er im Spiel gegen Georgien debütierte. Weitere Einsätze folgten im Baltic Cup der U-21 Junioren, für die er von Frank Bernhardt eingeladen wurde. Im Turnier konnte Antonov gegen Finnland seinen ersten Treffer im Nationaltrikot erzielen. Im selben Jahr kam Antonov unter Nationaltrainer Tarmo Rüütli zum Debüt in der estnischen Nationalmannschaft. Im Länderspiel gegen den Oman im Sultan-Qabus-Sportzentrum in Maskat stand dieser in der Startelf und wurde nach 57. Spielminuten gegen Eino Puri ausgewechselt.

## Erfolge
- Estnischer Meister: 2014
- Estnischer Fußballpokal: 2012
- Estnischer Supercup: 2013